# 伊藤明瑞
伊藤 明瑞（いとう めいずい、1889年2月28日 - 1948年11月23日）は日本の書家。本名は宮本 正雄門（みやもと まさおと）。

## 人物
和歌山県和歌山市に生まれる。
1891年（明治24年）、2歳で漢学者南海鐵山に入門し、1892年（明治25年）、3歳で元堺県知事に揮毫を披露する。早くから神童・天才書家と呼ばれ、幼くして古典を暗記するなど博覧強記な人物であったという。
1894年（明治27年）、5歳で王羲之の書法を体得し、免許皆伝書を授与される。
1895年（明治28年）2月13日、5歳の時明治天皇の御前で腕前を披露し、「日本明瑞」（明治の明と瑞祥の瑞）の名を賜る。後に伊藤博文の書生となり、「伊藤明瑞」を名乗るようになった。
青年期から没するまで明石市に居住する傍ら、皇族・華族や全国の官公庁・寺院・学校などを回って、実演を披露した。
1948年（昭和23年）、明石の自宅において死去。